# Heiner Müller
Heiner Müller (Eppendorf, 9 gennaio 1929 – Berlino, 30 dicembre 1995) è stato un drammaturgo e poeta tedesco, nonché scrittore, saggista e direttore di teatro. I suoi "pezzi enigmatici e frammentari" sono un contributo significativo al teatro postmoderno.

## Biografia
Nato a Eppendorf, in Sassonia, nel 1947 Müller s'iscrisse al Partito Socialista Unificato di Germania e poi iniziò a lavorare per la DSV (Associazione Tedesca degli scrittori) nel 1954. Sposò Inge Müller, una scrittrice, che si suicidò nel 1966. Vinse nel 1959 il Premio Heinrich Mann e nel 1990 il Premio Kleist.
Il suo rapporto con la Germania dell'Est cominciò a deteriorarsi con la sua opera Die Umsiedlerin, che fu censurato nel 1961 dopo una sola rappresentazione. Nello stesso anno Müller fu espulso dall'Associazione degli scrittori.
Il governo della Germania dell'Est guardò con circospezione Müller negli anni seguenti, impedendo la prima rappresentazione di Der Bau nel 1965, e censurando Mauser nei primi anni settanta. Müller cominciò a lavorare per le compagnie teatrali della Germania dell'Ovest negli anni '70 e ottanta, come regista della prima di alcune delle sue opere più conosciute a Monaco, come Germania Tod in Berlin (1978), Die Hamletmaschine (1979) e Der Auftrag (1982).
Grazie alla sua crescente fama mondiale, Müller cominciò a vedere riconosciuto il suo lavoro anche nella Germania dell'Est. Fu ammesso all'Accademia delle Arti della Germania dell'Est nel 1984, e due anni dopo diventò membro dell'Accademia delle Arti di Berlino Ovest. Non fu però riammesso all'Associazione Tedesca degli Scrittori fino al 1988, poco prima della fine della Repubblica Democratica Tedesca. Dopo la caduta del Muro, Müller diventò anche presidente dell'Accademia delle Arti della Germania dell'Est per un breve periodo nel 1990. Nel 1992 gli fu proposto di entrare a far parte del direttorato del Berliner Ensemble, la prima compagnia di Brecht, come uno dei suoi cinque membri. Nel 1995, poco prima della sua morte, fu designato come suo direttore artistico.
Gli ultimi cinque anni della sua vita Müller continuò a vivere a Berlino e a lavorare in tutta la Germania e l'Europa, per lo più producendo rappresentazioni delle sue opere. In questo periodo scrisse pochi nuovi testi di teatro mentre, come Brecht, produsse molte opere di poesia. Müller morì a Berlino nel 1995, riconosciuto come uno dei più grandi autori tedeschi viventi e il più importante drammaturgo tedesco dopo Bertolt Brecht.
Un'edizione in dodici volumi della sua opera completa è stata pubblicata da Suhrkamp tra il 1998 e il 2011. Tra le sue opere più conosciute, oltre a quelle già menzionate, vi sono Der Lohndrücker, Wolokolamsker Chaussee, Verkommenes Ufer Medeamaterial Landschaft mit Argonauten, Philoktet, Zement, Bildbeschreibung e Quartett.

## Premio Europa per il Teatro
Nel dicembre 1994 fu insignito del Premio Europa per il teatro, a Taormina, con la seguente motivazione:
Assegnando a Heiner Müller il quarto Premio Europa per il Teatro, la Giuria non ha solo inteso riconoscere in lui uno dei massimi drammaturghi viventi, ma anche onorare il suo stile nel rimodellare in quarant’anni di attività il concetto di autore teatrale. Non è stato un gioco degli specchi a permettere all’ artista di scrivere teatro facendo poesia e poesia componendo teatro, mentre le responsabilità pubbliche, l’instancabile intervento sapienzale, l’intelligenza polemica ne facevano un maître à penser di più generazioni.
E per questo suo paese in preda al tanto conflittualmente amato, coi suoi versi ardui a tradurre per le loro multivoche possibilità di lettura, ha anche riplasmato una lingua. Coerente nella sua pratica delle contraddizioni, Müller si è affermato come classico ante litteram sperimentando e ha saputo coltivare un’utopia restando fedele alla prassi. La sua opera teatrale s’è mossa tra il didascalismo dei testi sulla produzione, gli adattamenti degli antichi, catturati dalla fascinazione di lontani sistemi di pensiero, l’ermetismo di folgoranti frammenti e le limpidissime sintesi dell'ultimo periodo, ma non ha mai smesso di incrociare la Storia e i pensieri dell’arte.

Per lui l’eleganza tagliente della pagina è stata legata alla consuetudine del palcoscenico, con la mediazione degl’innesti interdisciplinari, mentre da regista di sé stesso moltiplicava la valenze dei propri testi, rivisitati e rinnovati grazie alla tecnica combinatoria degli accostamenti. Così, con l’arma trasgressiva dell’ironia, questo poeta è approdato alla direzione del teatro che era stato di Brecht, l’ispiratore respinto della sua giovinezza contro la cui ombra aveva lottato nella maturità, per farsene eretico continuatore e ribilanciarne la lezione attraverso le proprie chiavi.

## Teatro
| Titolo in Tedesco                                                    | Titolo in Italiano                                                | Anno               | Note |
| -------------------------------------------------------------------- | ----------------------------------------------------------------- | ------------------ | --- |
| 'Zehn Tage, die die Welt erschütterten'                              |                                                                   | (1957)             | scritto con Hagen Müller-Stahl |
| 'Der Lohndrücker'                                                    | Lo stakanovista                                                   | (1958)             | con Inge Müller |
| 'Die Korrektur'                                                      | La Correzione                                                     | (1958)             | con Inge Müller |
| 'Die Umsiedlerin'                                                    |                                                                   | (1961)             | |
| 'Der Bau'                                                            | La Costruzione                                                    | (1965)             | |
| 'Sophokles: Ödipus Tyrann'                                           | Edipo il Tiranno                                                  | (1967)             | adattamento dell'Edipo Re di Sofocle |
| 'Philoktet'                                                          | Filottete                                                         | (1968)             | adattamento del Filottete di Sofocle |
| 'Lanzelot'                                                           |                                                                   | (1969)             | libretto scritto con Ginka Tsholakova per l'opera di Paul Dessau                                                                               |
| 'Prometheus'                                                         | Prometeo                                                          | (1969)             | traduzione del Prometeo di Eschilo |
| 'Macbeth'                                                            | Macbeth                                                           | (1971)             | adattamento del Macbeth di William Shakespeare                                                                                                 |
| Zement                                                               | Cemento                                                           | (1972)             | adattamento del romanzo di Fëdor Vasil'evič Gladkov del 1925                                                                                   |
| 'Der Horatier'                                                       | Gli Orazi                                                         | (1972)             | un dramma didattico basato sulla stessa leggenda romana usata da Bertolt Brecht per Gli Orazi e i Curiazi                                      |
| 'Mauser'                                                             | Mauser                                                            | (1970 / 1975)      | un dramma didattico |
| 'Traktor'                                                            | Trattore                                                          | (1974 / 1975)      | revisione di un testo precedentemente scritto nel 1955–1961                                                                                    |
| 'Die Schlacht'                                                       | La battaglia.Scene dalla Germania                                 | (1974 / 1975)      | revisione di un testo precedentemente scritto nei primi anni '50; una "risposta" al dramma Terrore e Miseria del Terzo Reich di Bertolt Brecht |
| 'Germania Tod in Berlin'                                             | Germania morte a Berlino                                          | (1971 / 1978)      | |
| 'Leben Gundlings Friedrich von Preußen Lessings Schlaf Traum Schrei' | Vita di Gundling Federico di Prussia sonno sogno grido di Lessing | (1976 / 1979)      | |
| 'Die Hamletmaschine'                                                 | Hamletmaschine                                                    | (1977 / 1979)      | |
| 'Der Auftrag'                                                        | La Missione                                                       | (1979 / 1980)      | |
| 'Quartett'                                                           | Quartetto                                                         | (1981 / 1982)      | basato su Le Relazioni Pericolose di Pierre-Ambroise-François Choderlos de Laclos                                                              |
| 'Verkommenes Ufer Medeamaterial Landschaft mit Argonauten'           | Riva abbandonata materiali su Medea paesaggio con Argonauti       | (1982 / 1983)      | |
| the CIVIL warS a tree is best measured when it is down               |                                                                   | (1984)             | collaborazione al libretto dell'opera di Robert Wilson                                                                                         |
| 'Bildbeschreibung'                                                   | Descrizione di un quadro                                          | (1984 / 1985)      | |
| 'Anatomie Titus Fall of Rome Ein Shakespearekommentar'               |                                                                   | (1985)             | adattamento del Tito Andronico di Shakespeare                                                                                                  |
| Description of a Picture o Explosion of a Memory                     |                                                                   | (1986)             | Prologo all'Alcesti di Robert Wilson |
| Death Destruction & Detroit II                                       |                                                                   | (1987)             | collaborazione al libretto dell'opera di Robert Wilson                                                                                         |
| 'Wolokolamsker Chaussee'                                             | La strada dei panzer                                              | (1984–1987 / 1988) | ciclo di opere |
| 'Hamlet/Maschine'                                                    | Hamletmaschine                                                    | (1989 / 1990)      | testo misto composto dall'Amleto di Shakespeare e dall'Hamletmachine dello stesso Müller                                                       |
| 'Mommsens Block'                                                     | Il blocco di Mommsen                                              | (1992 / 1994)      | tradotto sia in "L'invenzione del Silenzio" sia in "Non scriverai più a mano"                                                                  |
| 'Germania 3 Gespenster am toten Mann'                                | Germania 3. Spettri sull'Uomo Morto                               | (1995 / 1996)      | |

## Traduzioni italiane
- Müller, Heiner, Teatro I, Filottete, L'Orazio, Mauser, La missione, Quartetto, (traduttori vari), Ubulibri, Milano, 1984.
- Müller, Heiner, Sullo stato della nazione, Feltrinelli, Milano, 1990.
- Müller, Heiner, Teatro II, Hamletmaschine, Vita di Gundling, Germania morte a Berlino, Riva abbandonata-Materiale per Medea, Paesaggio con Argonauti, La strada dei panzer, (traduttori vari), Ubulibri, Milano, 1991.
- Müller, Heiner, Tutti gli errori. Interviste e conversazioni 1974-1989, Ubulibri, Milano, 1994.
- Müller, Heiner, L'invenzione del silenzio. Poesie, testi, materiali dopo l'Ottantanove, a cura di Peter Kammerer, testo originale a fronte,  Ubulibri, Milano, 1996.
- Müller, Heiner, Lo stakanovista e altri testi. Lo stakanovista, Cemento, La battaglia, scene dalla Germania, Pezzo di cuore, Descrizione di un quadro, (traduttori vari), Ubulibri, Milano, 1998.
- Müller, Heiner, Teatro IV. Germania 3. Spettri sull'Uomo Morto, (traduzione di Graziella Galvani e Peter Kammerer), Ubulibri, Milano, 2001.
- Müller, Heiner, Filottete, traduzione di Graziella Galvani e Peter Kammerer, Teatro di Genova, Il Melangolo, Genova, 2003.
- Müller, Heiner, Non scriverai più a mano, a cura di Annamaria Carpi, testo originale a fronte,  Libri Scheiwiller, Milano, 2006.
- Müller, Heiner, Guerra senza Battaglia, a cura di Valentina Di Rosa, Zandonai, Rovereto, 2010.
- Müller, Heiner, Anatomia Tito Fall of Rome. Un commento shakespeariano, traduzione di Francesco Fiorentino, L'orma editore, Roma, 2017, ISBN 978-88-980-3898-5.